# Козоріг червоний
{{#ifeq:0|0|{{#if:|{{#if:Capricornisrubidus|[[]}}|}}}}
Козорі́г черво́ний (Capricornis rubidus) — вид копитних тварин роду козоріг родини бикових.

## Поширення
Країни поширення: М'янма. Ці тварини знаходяться тільки в гірських районах. 

## Поведінка
Як і всі козороги, ймовірно, головним чином одинаки і їдять трави, листя та інший рослинний матеріал, при цьому прийняття їжі в основному відбувається рано вранці та пізно ввечері, в інший час тварини укриваються у сприятливих місцях відпочинку, таких, як печери або під нависаючими скелями.

## Відтворення
Як інших козороги, ймовірно, спаровуються між жовтнем і листопадом, і, народжують одне дитинча наступної весни, після вагітності близько семи місяців. Самиці можуть досягати статевої зрілості за 30 місяців, самці — від 30 до 36 місяців.

## Морфологія
Голова й тіло довжиною: 140–155 см, висота в холці: 85–95 см, хвіст довжиною 8–16 см. Хутро густе червонувато-коричневе з білим на щоках, горлі та животі. Є коротка червонувата грива і чорна лінія по центру спини. Кремезної статури. Обидві статі мають короткі, злегка вигнуті назад роги, до 25 сантиметрів у довжину.

## Загрози
Чисельність населення C. rubidus убуває через руйнування середовища проживання і полювання.